# 特遣隊
特遣队又称任务部队、专案组等，是为了执行单一明确任务或活动而成立的临时单位或编队。最初由美国海军引入，这个軍事術語现在已经被普遍使用，并且成为北约术语的标准部分。许多非军事组织（如政府、企业）现在也会创建类似单位。

## 中華民國的定义
在中華民國國軍中，係指因應特定任務而臨時組織而成的遣派部隊。其特性有：
1. 跨軍種或者兵科
2. 聯合作戰
3. 最小單位亦可以獨立進行小規模作戰

特遣隊因應軍種與任務別而有所變化。一般在平時，就有設定計畫這種因應突發狀況而能執行任務的緊急出動部隊，而非固定編制；任務完成後，人員再返回原來部隊。
例如：
- 《軍語釋要》中「裝甲兵類」提及：

特遣隊為執行特定任務，以步兵營、裝步營或戰車營，經相互配屬或加強之營級任務編組部隊。
- 中華民國海軍現有的六二特遣部隊 （參見馮啟聰）
- 中華民國陸軍曾經設立的政戰特遣隊，現有機步（機械化步兵營）特遣隊、戰車（戰車加強營）特遣隊及戰搜（戰搜直昇機）特遣隊等，均為任務編組。

## 世界各地特遣队
- 中國人民解放軍海軍的女子陆战特遣队
- 中國人民解放軍空军的空降兵特遣隊（參見汶川大地震）
- 中国人民解放军陆军的电磁模拟特遣队
- 香港警務處總區特遣隊
- 香港消防處煙火特遣隊
- 香港海關特遣隊
- 香港入境事務處特遣隊及檢控組
- 美國海軍陸戰隊空地特遣隊
- 香港鐵路有限公司附例特檢隊